# Saint-Maurin
Saint-Maurin è un comune francese di 466 abitanti situato nel dipartimento del Lot e Garonna nella regione della Nuova Aquitania.

## Società

### Evoluzione demografica
Abitanti censiti